# Адаптивна зона
Адапти́вна зо́на, —
1. Певний тип місцепроживань з характерною сукупністю специфічних екологічних умов (море, прісні водоймища, суша чи ґрунт тощо); що представляє місце існування для різних груп організмів, що виробляють відповідні адаптації.
2. Сукупність адаптивних можливостей, що характеризує групу організмів (певні типи адаптації, основні способи використання ресурсів зовнішнього середовища, загальні риси способу життя, характерні для таксона в цілому). У цьому сенсі говорять, наприклад, про адаптивну зону класу птахів, підряду змій, родини котячих тощо. Зміною адаптивної зони пояснюють макроеволюційні перетворення (див. Макроеволюція).